# Canon FD 35-70 mm f/4 AF
L'obiettivo Canon FD 35-70mm f/4 del 1981 è stato il primo tentativo di Canon di aggiungere funzionalità di autofocus alla propria gamma di fotocamere reflex a obiettivo singolo. 
Per realizzarlo, Canon, usò l'obiettivo 35-70mm f/4 e aggiunse una scatola sopra il barilotto contenente un meccanismo autofocus autosufficiente, il sistema SST (Solid State Triangulation) di Canon, utilizzato nella fotocamera compatta AF35ML all'inizio dello stesso anno.
Questo obiettivo forniva funzionalità di messa a fuoco automatica quando montato su qualsiasi fotocamera Canon con baionetta FD, non richiedendo alcuna capacità nel corpo della fotocamera. Il fotografo doveva semplicemente premere un pulsante sull'obiettivo per farlo mettere a fuoco automaticamente.
Canon utilizzò un sistema di messa a fuoco automatica simile per la Canon T80 del 1985 con attacco FD, che aveva una gamma di tre obiettivi con elettronica e motori autofocus integrati. Tuttavia, questi potevano metter a fuoco automaticamente solo quando montati sulla T80. Canon abbandonò lo sviluppo dell'autofocus per l'attacco FD in favore del sistema EOS, totalmente nuovo ed incompatibile, nel 1987.